# (29809) 1999 CQ103
A (29809) 1999 CQ103 a Naprendszer kisbolygóövében található aszteroida. A LINEAR projekt keretében fedezték fel 1999. február 12-én.